# Bateria da Ilha das Peças
A Bateria da ilha das Peças localizava-se na ilha das Peças, na baía de Paranaguá, no litoral do atual estado do Paraná, no Brasil.

## História
A descoberta de ouro aluvional na região de Paranaguá é tradicionalmente atribuída ao bandeirante paulista Gabriel de Lara, em 1646. O arraial então estabelecido prosperou, conduzindo à fundação da vila de Nossa Senhora do Rosário de Paranaguá já em 1648.
Entretanto, um mapa da baía de Paranaguá, de autor desconhecido, datado de 1631, atualmente no Arquivo Histórico Ultramarino, em Lisboa, já identifica a "Ilha das Pessas" (peças de artilharia, canhões), o que parece indicar a existência de uma bateria, no local, à época. Um mapa posterior, da mesma baía, já figurando as suas minas de ouro (autor desconhecido, 1653. Mapoteca do Itamaraty, Rio de Janeiro), também identifica a "Ilha das pessas".
Esta fortificação, possivelmente a mais antiga em território do atual Paraná, seria de pequenas dimensões, em faxina e taipa, destinando-se à proteção do acesso aquele ancoradouro e povoação, tendo a sua memória sobrevivido apenas na toponímia do local. Não existem informações adicionais sobre sua planta, guarnição, armamento e evolução arquitetônica.
SOUZA (1885:121), quem primeiro cita esta estrutura, menciona o naufrágio, em 1718, entre esta ilha e a ilha do Mel, de um navio pirata francês, perseguido por um galeão espanhol que retornava do Oceano Pacífico.
Em nossos dias, tanto a ilha das Peças, quanto a vizinha ilha de Superagüi, ambas com belas praias, trechos de Mata Atlântica, manguezais e restingas preservados, integram o Parque Nacional do Superagüi. A ilha das Peças, e algumas áreas da ilha do Superagüi, só podem ser visitadas pelo turismo com prévia autorização da delegacia do Ibama em Guaraqueçaba.